# Römerbad-Hotel

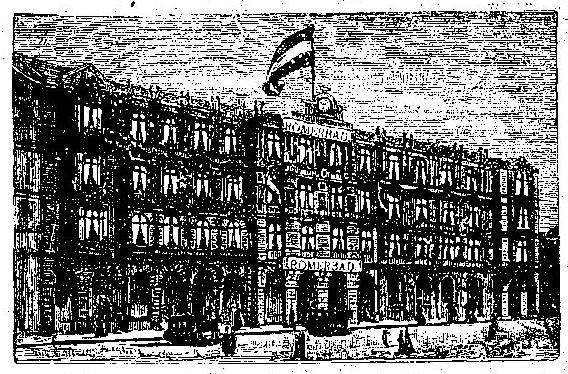
Das Römerbad-Hotel war der Vorgänger der Hotels Vier Jahreszeiten und Prinz Albrecht in der Berliner Prinz-Albrecht-Straße.

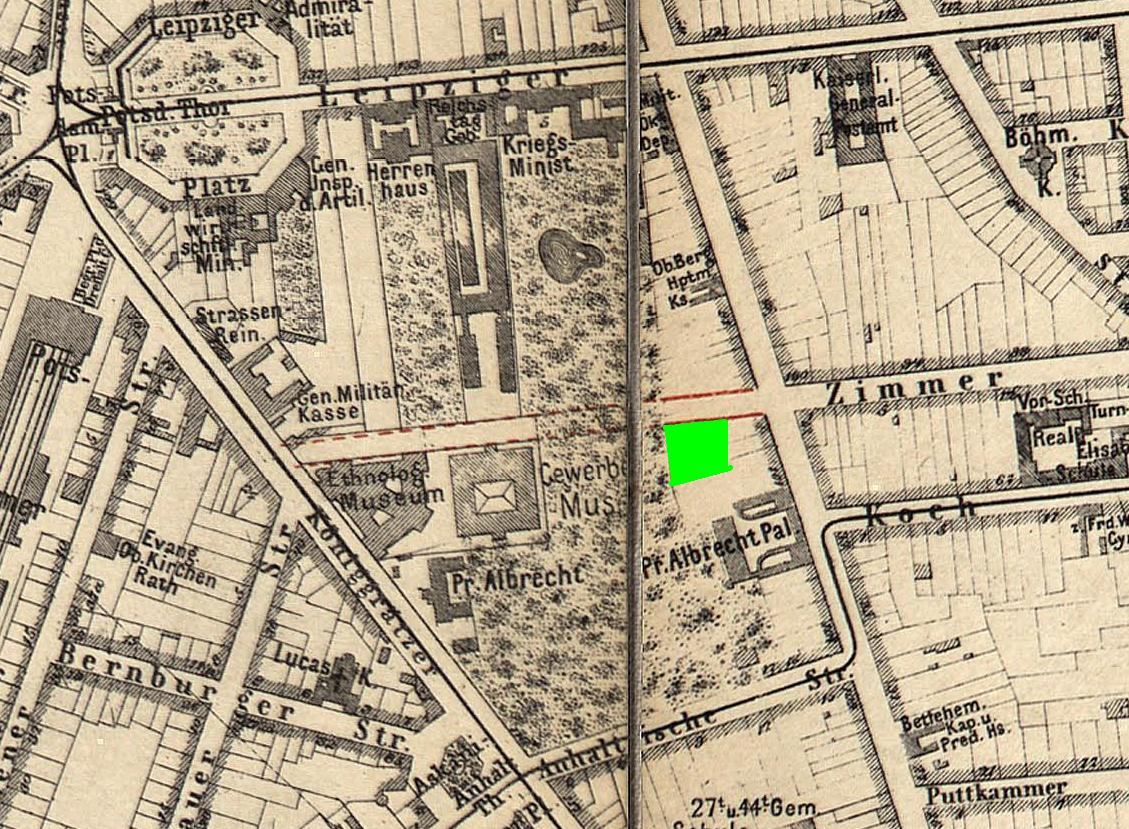
Das Römerbad-Hotel (Baugrund grün markiert) lag an der Verlängerten Zimmerstraße (rot gestrichelt). Berlin-Plan von Sineck, 1882.

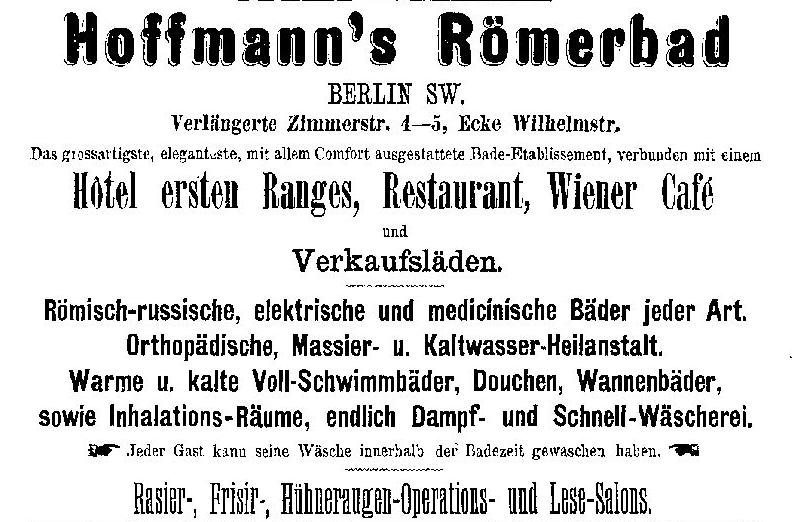
Anzeige für das Römerbad und das Römerbad-Hotel im Berliner Adressbuch, 1888.

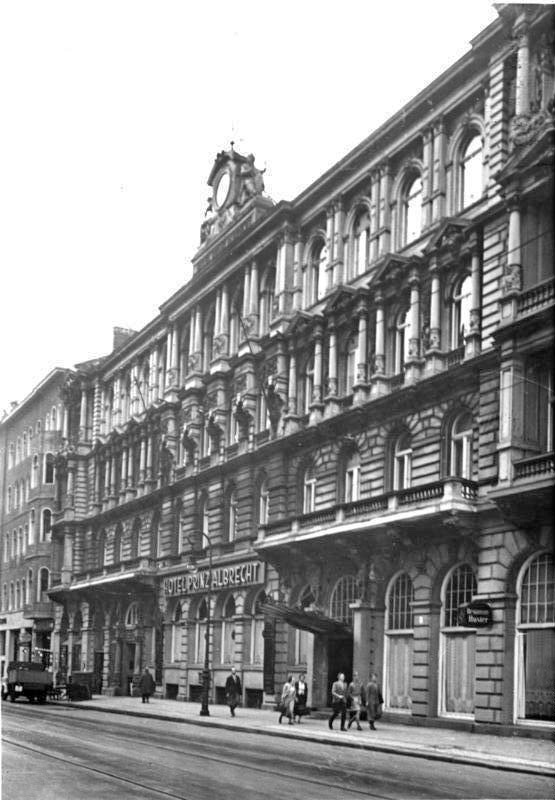
Das Hotelgebäude in einem späteren Zustand als Hotel Prinz Albrecht. Foto: Bundesarchiv.

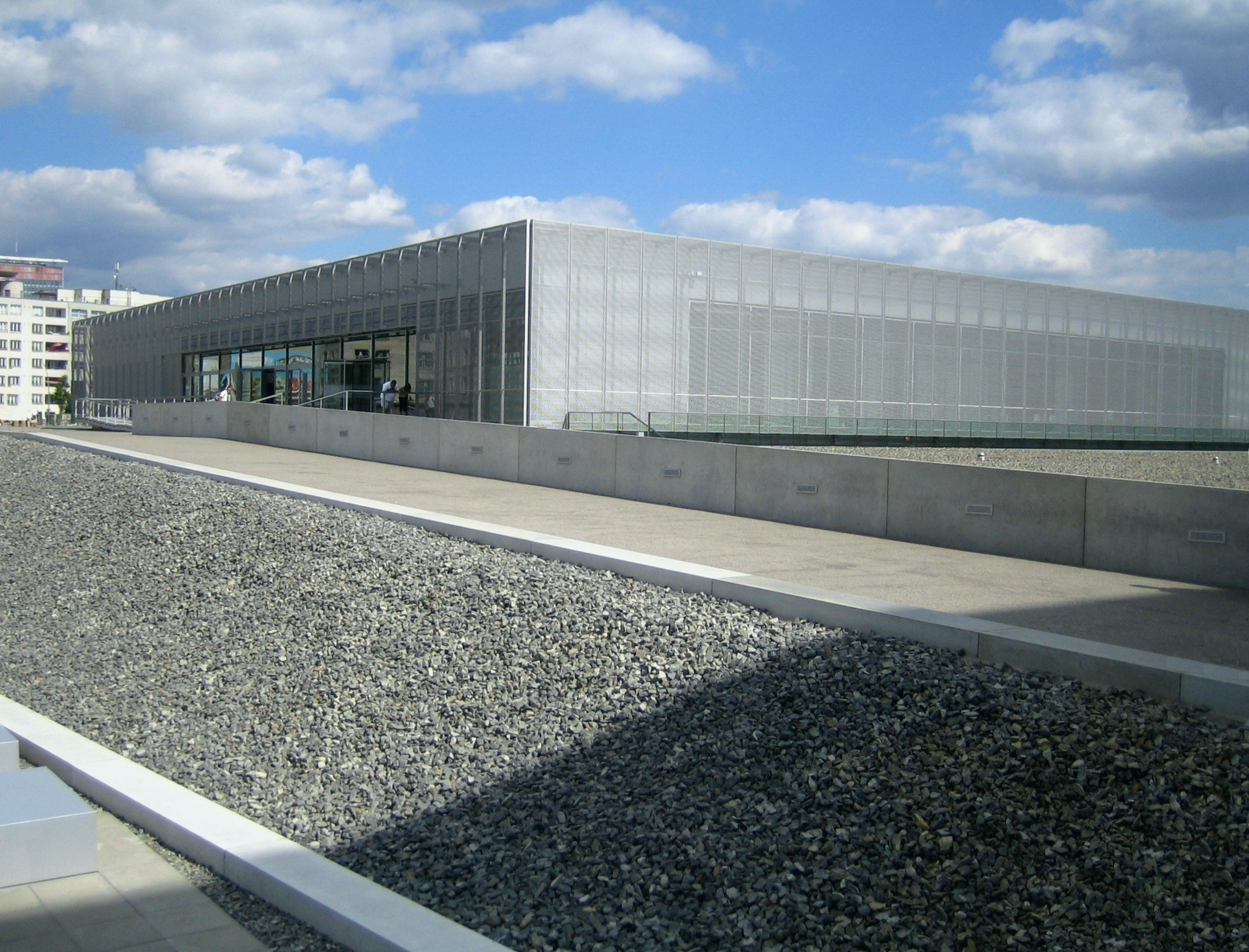
Heute befindet sich am Standort des ehemaligen Hotelkomplexes das Gelände der Ausstellungshalle Topographie des Terrors.

Das Römerbad-Hotel war in der wilhelminischen Epoche ein luxuriöses Hotel in der deutschen Reichshauptstadt Berlin, das mit einem Badebetrieb verbunden war. Es lag an der Verlängerten Zimmerstraße Nr. 4–5 (heute: Niederkirchnerstraße) und existierte in dieser Form nur kurze Zeit von 1888 bis 1891.

## Neuer Baugrund
Ende der 1880er Jahre wurde die Berliner Zimmerstraße (siehe Karte) nach und nach verlängert und auf diese Weise durch den bisherigen Garten des Prinz-Albrecht-Palais an der Wilhelmstraße eine Verbindung zum Anhalter Bahnhof und zur Königgrätzer Straße geschaffen. An dem zunächst als Verlängerte Zimmerstraße bezeichneten neuen Straßenstück entstanden dadurch eine Reihe wertvoller Baugrundstücke. Hier wurden u. a. das Völkerkundemuseum und das Kunstgewerbemuseum angesiedelt.
Auf den Grundstücken Nr. 4–5 (später als Nr. 9 bezeichnet) wurde ein luxuriöses Bad mit einem angeschlossenen Hotel errichtet: das Römerbad mit dem Römerbad-Hotel.
Von ihrem Grundkonzept her entsprach diese Anlage den heutigen Fitness-Hotels verbunden mit einer medizinischen Einrichtung, befand sich jedoch nicht in einer idyllischen Lage auf dem Land, sondern in unmittelbarer Nähe wichtiger Berliner Bahnhöfe, des Anhalter und des Potsdamer Bahnhofs. Während das Römerbad auch für die Berliner selbst zugänglich war, sollte das Hotel Bade- und Kurgäste von außerhalb Berlins anziehen und zugleich reisenden Geschäftsleuten zur Verfügung stehen.
Erbauer und Eigentümer des Hotels war zunächst der frühere Wiener Kaffeehausbetreiber Bernhard Hoffmann, dann August Carl Welcker. Das dreistöckige Gebäude im Neorenaissance-Stil beeindruckte durch seine Fassade, Ausmaße und technische Ausstattung wie Vollelektrifizierung und Ventilation. Das Hotel wurde bezeichnet als „einer der prächtigsten Bauten Berlins und eine Sehenswürdigkeit der Hauptstadt“, „monumentaler Prachtbau“ und „wahrhaft weltstädtisches Etablissement“.

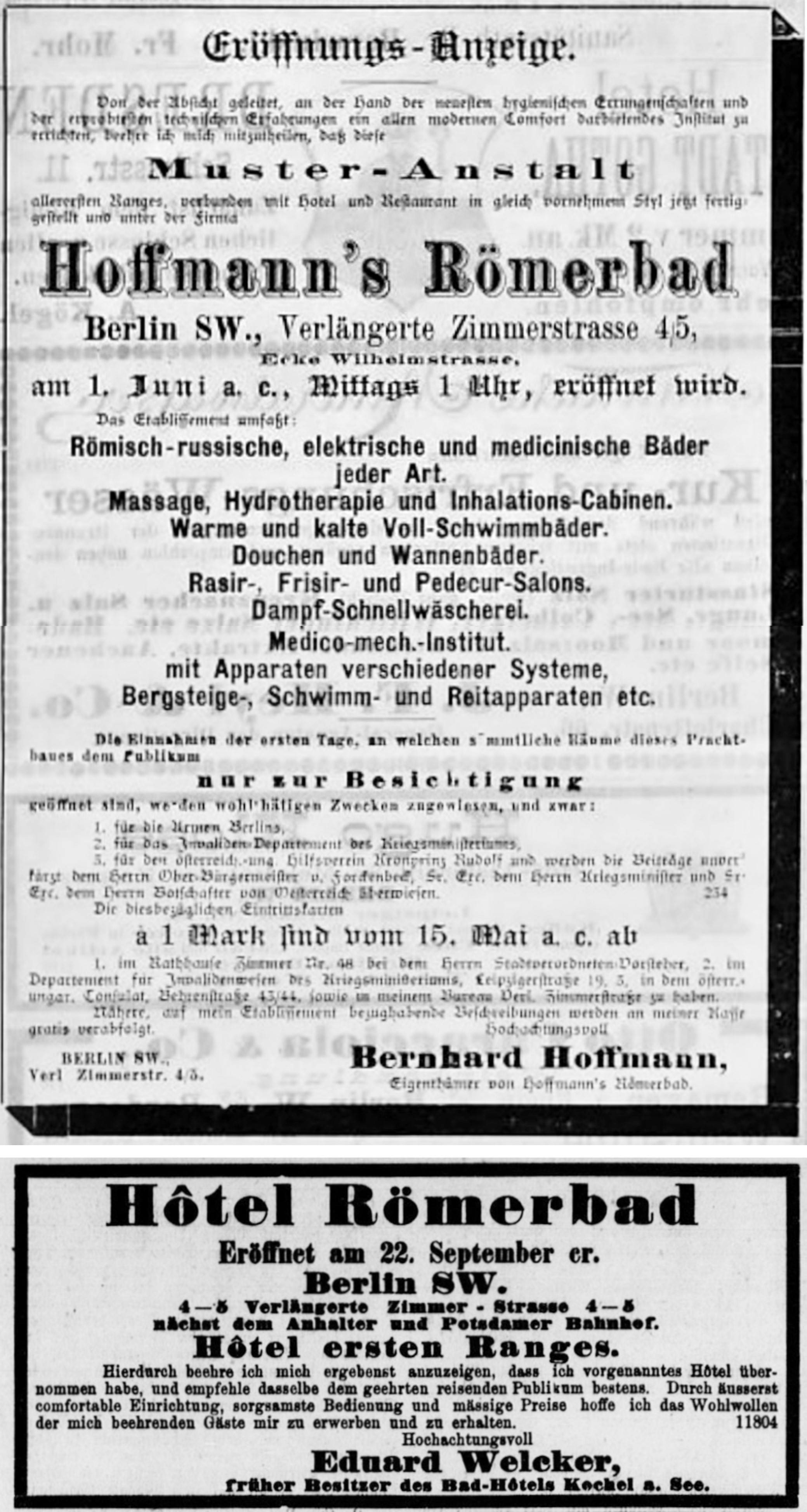
Oben: Werbeanzeige zur Eröffnung am 1. Juni 1888 von Bernhard Hoffmann. Deutsches Adelsblatt Wochen-Schrift für die Aufgaben des christlichen Adels. 6. Jg., Nr. 22, 27. Mai 1888, S. 352. Unten: Werbeanzeige zur Wiedereröffnung 22. September 1888 von Eduard Welcker. Norddeutsche Allgemeine Zeitung, 25. September 1888, S. 6.

Kurz nach der Eröffnung am 1. Juni 1888 kam es zu einem Bauskandal. Die Baukosten explodierten, der Betreiber wurde zahlungsunfähig und war gezwungen, das Hotel zu verkaufen. Angeblich wurden Bau- und Handwerksfirmen um rund eine Million Mark geprellt. Da Hoffmann Jude war und der Berliner Bankier und Unternehmer Fedor Berg, der hinter Hoffmann und dem Hotelunternehmen stand, ebenfalls, wurde der Fall für antisemitische Propaganda missbraucht. Am 22. September 1888 eröffnete der neue Direktor Eduard Welcker das Römerbad-Hotel wieder.

## Römerbad
In einer Reklame des Unternehmens von 1888 wurde die Anlage von ihrem ersten Eigentümer Hoffmann als „Sehenswürdigkeit“ bezeichnet und als “grossartigstes, elegantestes, mit allem Comfort ausgestattetes Bade-Etablissement” gepriesen, wobei er besonders auf die Verbindung des Bades mit dem Hotel, einem Restaurant und einem Wiener Café hinwies. Außerdem befanden sich Verkaufsläden in dem Komplex.
Das Römerbad bot seinen Kunden die folgenden Bademöglichkeiten einschließlich medizinischer Betreuung durch einen ständig anwesenden Arzt:
- römisch-russische und irische Bäder,
- elektrische, medizinische und Kohlensäure-Bäder,
- Wannen-, Dusch- und Brausebäder,
- eine Massier- und Wasser-Heilanstalt,
- ein medico-mechanisches Institut (mit schwedischer Heilgymnastik)
- ein Inhalatorium,
- eine Dampf-Waschanstalt.

Außerdem wurden Friseurdienstleistungen und kleinere kosmetische Operationen angeboten (vgl. Abbildung).

## Römerbad-Hotel
Das Römerbad-Hotel, 1887 auf demselben Grundstück errichtet, war der Versuch, eine medizinische Badeanstalt mit einem luxuriösen Hotelbetrieb zu verbinden. Das Hotelgebäude wurde jedoch schon 1891 an den Rittergutsbesitzer von Westernhagen verkauft. Römerbad und Römerbad-Hotel erwarb der Hotelier H. Wohlgemuth. Der Badebetrieb wurde (nach einer kurzzeitigen Umbenennung in „Kaiserbad“) eingestellt und in den neuen größeren Hotelbetrieb, der unter dem Namen Vier Jahreszeiten eröffnet wurde, integriert.

## Spätere Entwicklung des Standorts
Die Verlängerte Zimmerstraße erhielt 1891 den Namen Prinz-Albrecht-Straße (nach dem nahegelegenen Prinz-Albrecht-Palais). Heute heißt die damalige Prinz-Albrecht-Straße Niederkirchnerstraße.
Das Hotel Vier Jahreszeiten wurde ab 1903 unter neuen Besitzern als Hotel Prinz Albrecht fortgeführt. In der Zeit des Dritten Reiches wurde der Hotelkomplex von der SS als Standort genutzt. Das „SS-Haus“ wurde 1943 durch eine Bombe der Alliierten zerstört. Heute befindet sich an dem Standort des ehemaligen Römerbad-Hotels das Gelände der Ausstellungshalle Topographie des Terrors.